# Dvärstorps församling
Dvärstorps församling var en församling  i Skara stift i nuvarande Tidaholms kommun. Församlingen uppgick omkring 1550 i Dimbo församling.

## Administrativ historik
Församlingen har medeltida ursprung och uppgick omkring 1550 i Dimbo församling som församlingen före dess ingått i pastorat med.

## Dverstorps kyrka
1973 företogs en arkeologisk utgrävning av Dverstorps kyrkoruin och det dokumenterades av Ragnar Sigsjö. Bilderna kommer från Västergötlands museum (VGM) via tjänsten Digitalt museum. Myntet som tillskrivs Knut Eriksson är antingen feldaterat eller felattribuerat, eftersom Knut Eriksson dog på 1190-tal.

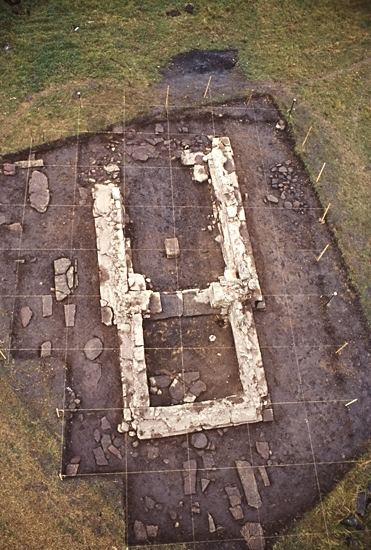
Utgrävningsplatsen. En typiskt liten stenkyrka från tidig medeltid.
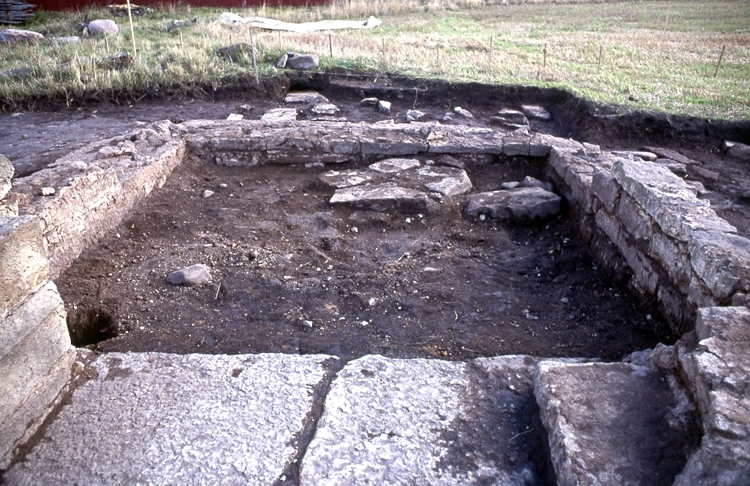
Koret. Öppningen mot koret är ca. 1,5 m bred.
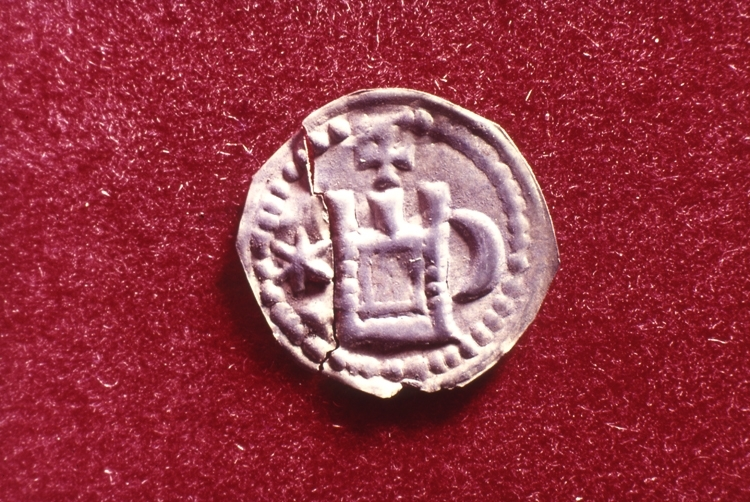
Fynd: Silverbraktetat  (Knut Eriksson 1220 - 1225 enligt VGM)
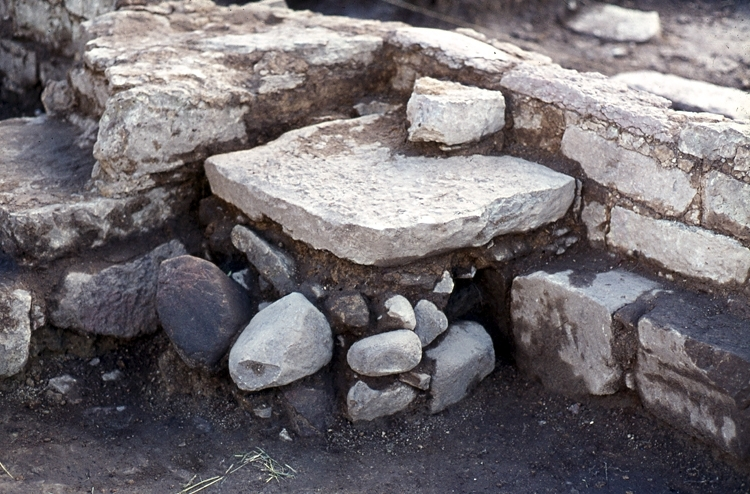
Altaret
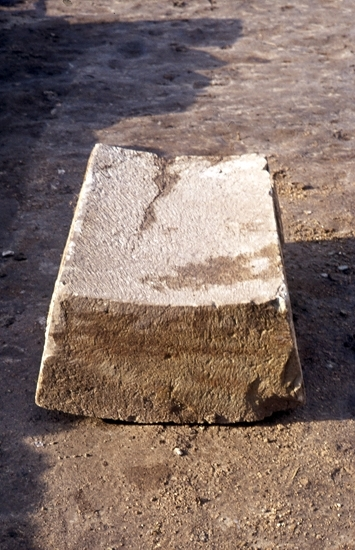
Del av triumfbågen
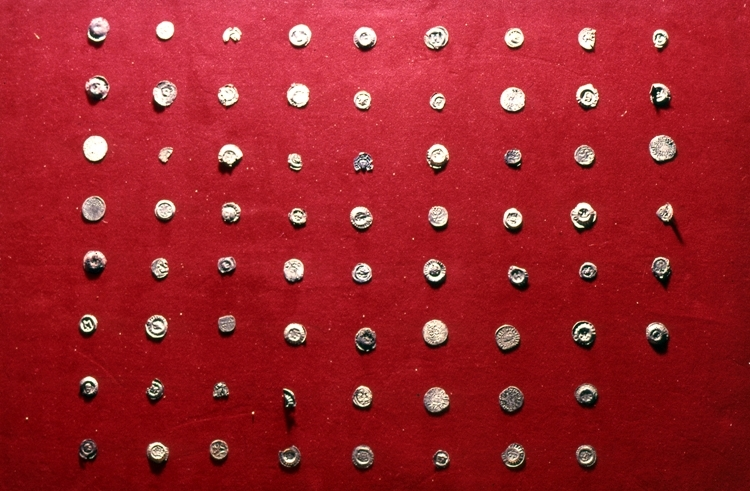
Mynt
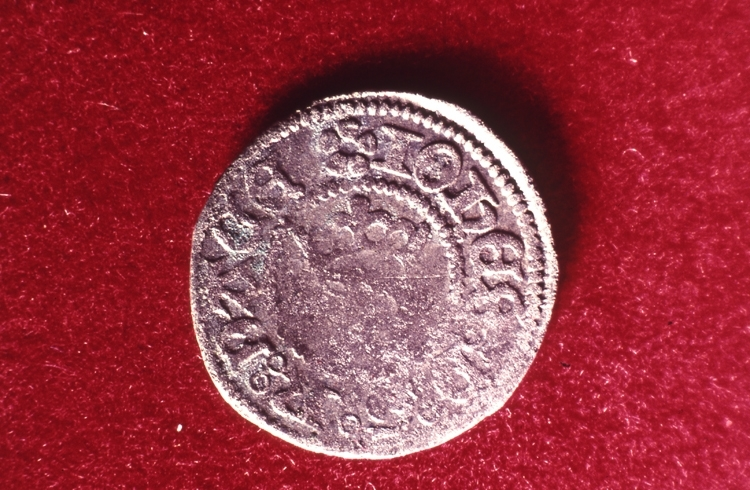
Mynt, information saknas.
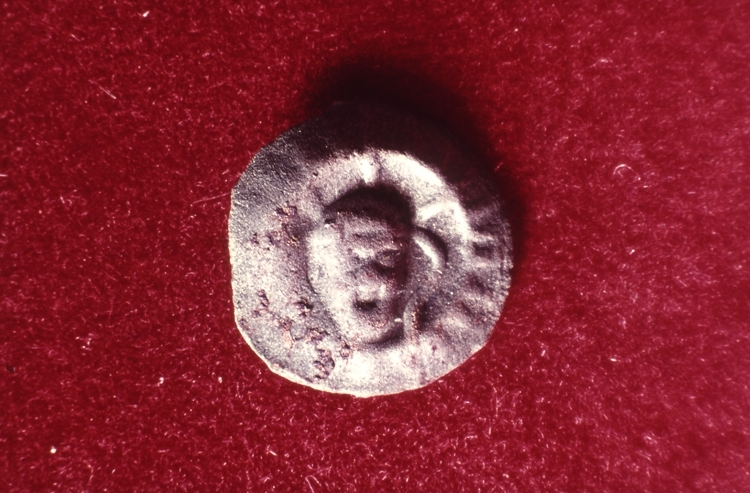
Silverbrakteat funnen vid platsen
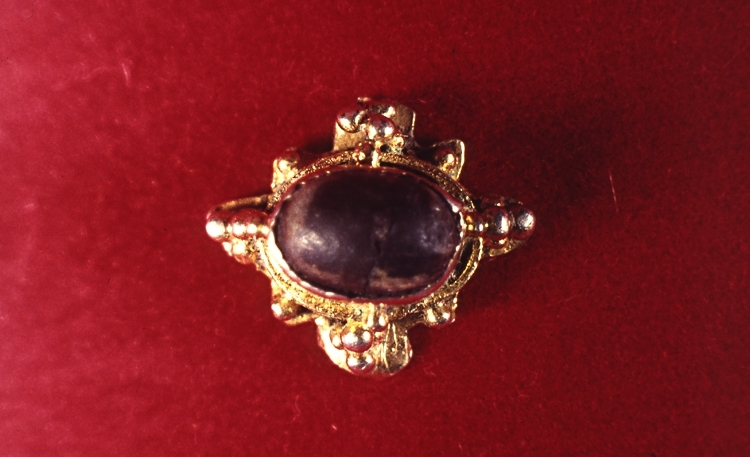
Förgylld silverring funnen under utgrävningen.
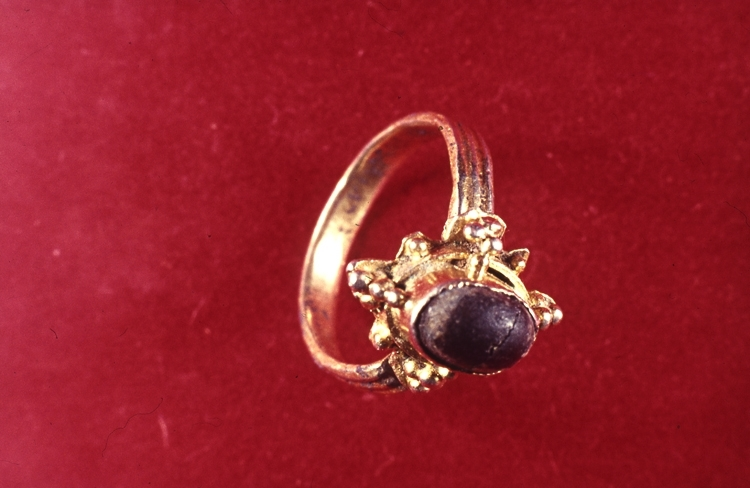
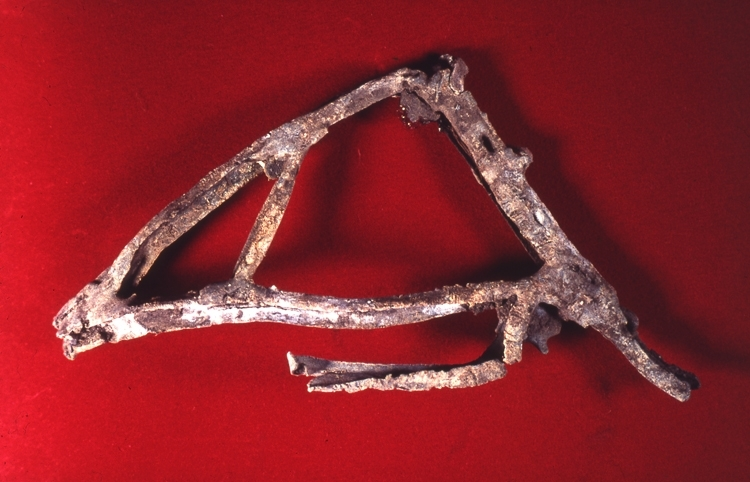
Blyspröjs till fönster
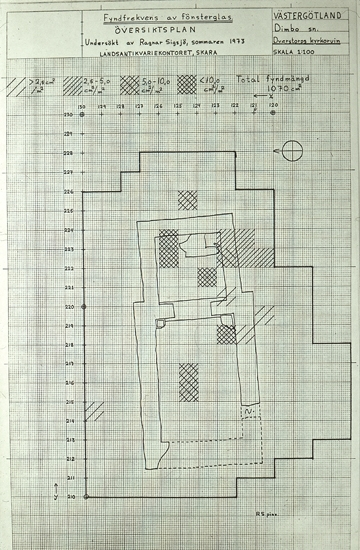
Uppritning av utgrävningsplats
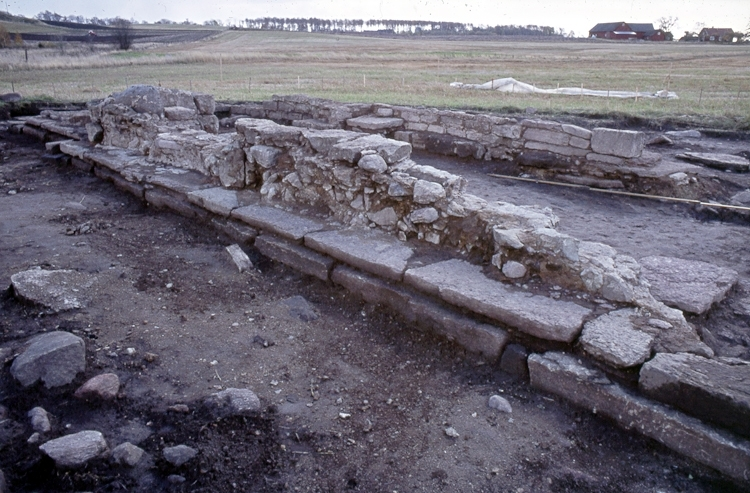
Frilagd yttervägg